# Fal·làcia de composició

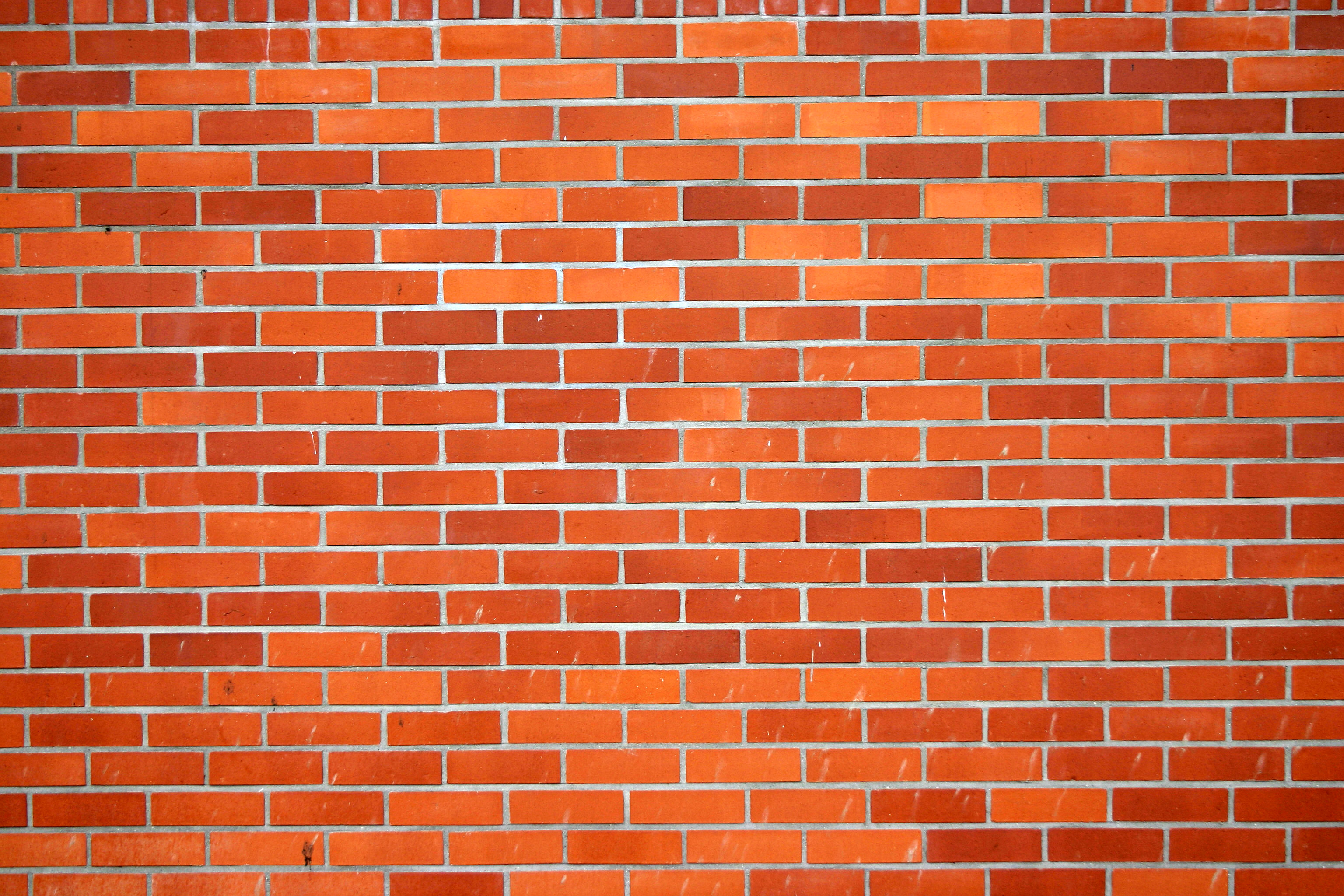
Com el mur és de rajoles, i les rajoles són petites, el mur deu ser petit!

La fal·làcia de composició és una fal·làcia que consisteix a inferir que alguna cosa és veritable sobre un conjunt o grup sols perquè és veritable sobre una o més de les seues parts o components. Per exemple: «Aquesta peça de metall no es pot trencar amb un martell. Per tant, la màquina de la qual forma part no es pot trencar amb un martell.» Això és clarament un raonament fal·laç, perquè moltes màquines es poden trencar en les seues parts constitutives, malgrat que les seues parts siguen irrompibles. La fal·làcia de composició sovint es confon amb la fal·làcia de la generalització precipitada (secundum quid), en la qual s'infereix una cosa sobre una població a partir d'una part no prou representativa.
La fal·làcia de la composició és la inversa de la fal·làcia de divisió, en què s'infereix que una cosa és veritable sobre les parts individuals d'un conjunt perquè és veritable en tot el grup.
Tant la fal·làcia de composició com la de divisió les va abordar Aristòtil en Refutacions sofístiques.

## Exemples
1. Els àtoms no estan vius. Per tant, tot el que és fet amb àtoms no és viu.
2. Si algú s'aixeca del seient pot veure millor. Per tant, si tots es posen dempeus, tots poden veure millor.
3. Si un corredor corre ràpid, pot guanyar la cursa. Per tant, si tots els corredors corren ràpid, tots poden guanyar la cursa.

### En economia
També es poden distingir fal·làcies de composició en què s'infereix una cosa sobre un tot perquè és veritable sobre totes les parts. Per exemple: «Tots al país paguen els seus deutes. Per tant, el país paga els seus deutes.»
En economia pot ser avantatjós per a un país ser exportador net (exportar béns per més valor que els béns importats), però aquest comportament dels països no se'n pot generalitzar a tots, ja que no tots poden ser-ne exportadors nets, és a dir, exportar més del que importen. Només alguns països podran ser exportadors nets i uns altres, obligatòriament, seran importadors nets.

### En religió
Bertrand Russell, en un debat de radiofònic amb Frederick Copleston, afirmà que l'argument cosmològic comet una fal·làcia de composició, ja que encara que tot dins l'univers tinga una causa per a la seua existència, no significa que l'univers en si també la tinga, de la mateixa que forma que tot i que un ésser humà tinga una mare, l'espècie humana no la té.